# 杉並区立方南小学校
杉並区立方南小学校（すぎなみくりつほうなんしょうがっこう）は、東京都杉並区方南1丁目にある公立小学校。

## 沿革
- 1939年（昭和14年）1月9日 - 東京府東京市方南尋常小学校設立。
- 1941年（昭和16年）4月1日 - 国民学校令により、東京府東京市方南国民学校と改称。
- 1943年（昭和18年）7月1日 - 東京府と東京市が統合した東京都発足（東京都制施行）により、東京都方南国民学校と改称。
- 1945年（昭和20年）5月25日 - 戦災により、校舎が焼失。
- 1947年（昭和22年）4月1日 - 学制改革により、東京都杉並区立方南小学校と改称。
- 1953年（昭和28年） - この年から1974年（昭和49年）まで、校舎の増築・改築を年次計画で行う。
- 1969年（昭和44年）3月7日 - 創立30周年記念誌発行。
- 1978年（昭和53年）11月1日 - 「むさし野の森」が完成。
- 1978年（昭和58年）7月2日 - 理科室・音楽室・視聴覚室・屋上プールが完成。
- 1988年（昭和63年）
  - 3月20日 - 学校緑化完了。
  - 11月12日 - 創立50周年記念式典挙行し、祝賀会開催。
- 1991年（平成3年）3月18日 - 夜間照明施設完了。
- 1998年（平成10年）
  - 10月28日 - 創立60周年児童集会開催。
  - 10月31日 - 創立60周年記念式典挙行し、祝賀会開催。
- 2000年（平成12年）3月9日 - 多目的室改修工事完了
- 2001年（平成13年）4月1日 - 第5期校舎に方南ふれあいの家（デイサービス施設）開設。
- 2002年（平成14年）
  - 6月28日 - プール全面塗装完了。
  - 9月15日 - ホームページ開設。
- 2002年（平成14年）10月5日 - 方南小学校土曜日学校始まる。
- 2003年（平成15年）
  - 6月20日 - 6学年児童による、ふれあいの家と交流開始。
  - 9月11日 - 第七分区スクールカウンセラー拠点校。
- 2004年（平成16年）
  - 1月9日 - 開校65周年記念開校記念日。
  - 4月1日 - 学校コーディネーター拠点校。
  - 6月30日 - 校舎改築検討協議会開始（基本設計）。
  - 8月11日 - 遺跡試掘調査。
- 2005年（平成17年）5月14日 - 方南スポーツフェスティバル（運動会）開催。
- 2006年（平成18年）
  - 3月27日 - 遺跡調査開始。
  - 9月1日 - 新校舎建設工事開始。
- 2008年（平成20年）
  - 4月7日 - 新体育館にて入学式挙行。
  - 5月13日 - 新校舎落成式挙行。
- 2009年（平成21年）1月24日 - 創立70周年記念式典挙行し、祝賀会開催。
- 2010年（平成22年）6月11日 - 方南小学校学校支援本部を立ち上げる。
- 2012年（平成24年）4月1日 - コミュニティースクール（地域運営学校）に指定される。
- 2014年（平成26年）
  - 1月9日 - 開校75周年記念開校記念日。
  - 8月26日 - 教室に電子黒板プロジェクタ設置。
- 2019年（平成31年）1月26日 - 創立80周年記念式典挙行し、祝賀会開催。

## 学校教育目標
- ★明るく じょうぶな子
- ★なかよく 助け合う子
- ★進んで考え やりぬく子

## 学区
- 杉並区[2]
  - 方南1丁目全域
  - 方南2丁目全域
  - 和泉1丁目（21番・22番・31～33番・35～40番）
  - 和泉4丁目（1番・2番・25～30番・36～40番）

## 進学先中学校
- 杉並区立泉南中学校[3]

## 学校周辺
- 方南児童館 - 杉並区道をはさんで、敷地が隣接。
- 方南中央公園
- 杉並区立方南図書館
- 東京都道318号環状七号線（環七通り）
- 和泉ふれあいの家
- 神田川

## アクセス
- 東京メトロ丸ノ内線方南町駅（出口3a）から、徒歩約660m・約10分（駅から学校敷地までは直線距離で約370mだが、校門の位置と道路の関係で遠回りとなる）。